# Miles M.3 Falcon
Le Miles M.3 Falcon était un monoplan léger britannique à trois et quatre places, conçu pendant les années 1930 par la société Miles Aircraft Limited (en).

## Conception et développement
Le M.3 Falcon était un monoplan monomoteur à aile basse aux lignes épurées, doté d'un train d'atterrissage conventionnel entièrement caréné. Conçu en 1934, il est structurellement similaire aux appareils de la famille des Miles M.2F Hawk Major, conçus précédemment, mais disposait de sièges côte-à-côte pour deux personnes derrière le pilote à l'intérieur d'un cockpit vitré. Il était propulsé par un moteur à pistons De Havilland Gipsy Major (en) de 130 ch (97 kW). Le prototype, immatriculé G-ACTM, construit par Phillips & Powis Aircraft (en) — l'ancien nom de Miles Aircraft —, effectua son premier vol depuis l'aérodrome de Woodley le 12 octobre 1934.
Le premier exemplaire de production, désigné M.3A Falcon Major, effectua son premier vol en janvier 1935. Il possédait un fuselage plus large que le prototype, afin d'améliorer le confort des passagers, et un vitrage revu, avec un pare-brise incliné vers l'avant. Le M.3A était toutefois quelque peu sous-motorisé, et les versions M.3B Falcon Six et ultérieures reçurent un moteur De Havilland Gipsy Six (en) de 200 ch (150 kW).
Le M.3C Falcon Six était une version à quatre places et double commande. Le M.3D était une version renforcée pour accepter une augmentation de 11 % de la masse maximale par rapport au M.3B. Les versions finales furent les M.3E et M.3F.
Une version agrandie à cinq places fut développée, recevant la désignation de M.4 Merlin.

## Histoire opérationnelle

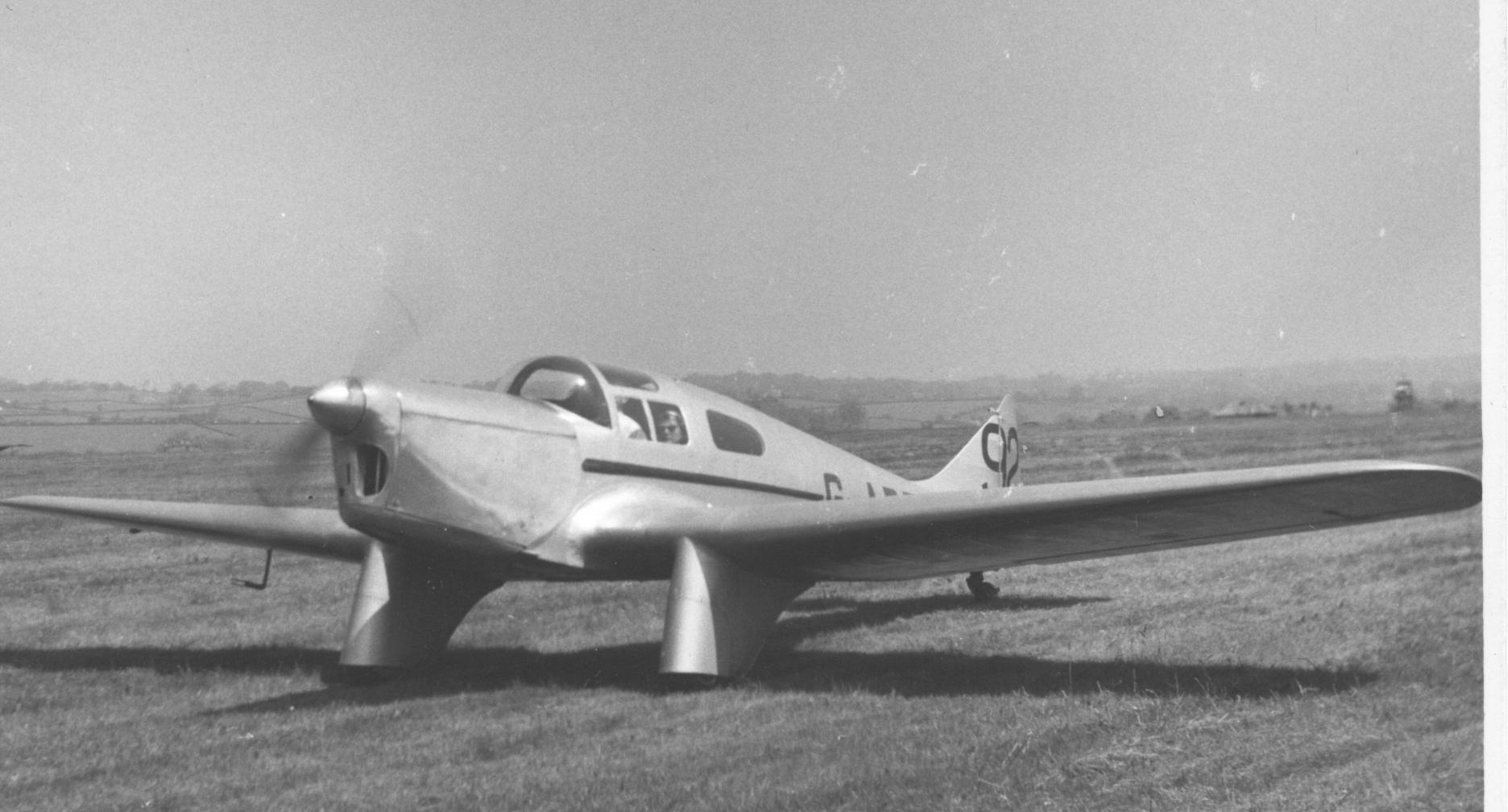
Le Miles M.3D Falcon Six immatriculé G-ADTD, portant des couleurs de course à l'aérodrome de Leeds, en mai 1955.

Le prototype fut équipé de réservoirs de carburant supplémentaires et inscrit à la Course MacRobertson, reliant l'Angleterre à l'Australie et se déroulant en octobre 1934. Il fallut à l'appareil 27 jours pour rejoindre Darwin mais il parvint à revenir en un temps record de 7 jours, 19 h 15 min, incluant une étape sans interruption de 2 900 km reliant Jodhpur à Bassorah
29 exemplaires de M.3A et M.3B furent livrés en 1935 et 1936 à des propriétaires privés, des clubs et des opérateurs commerciaux au Royaume-Uni et à l'étranger.
Le M.3B fut engagé à la King's Cup Race et, piloté par Tommy Rose, remporta la victoire avec une vitesse de 283,7 km/h. En 1936, Rose, avec le même appareil, réduisit le record de durée entre le Royaume-Uni et Le Cap à 3 jours, 17 h 38 min.
Avant le début de la Seconde Guerre mondiale, trois Falcon Six apparurent aux couleurs de la Royal Air Force au Royal Aircraft Establishment (RAE) pour des essais de nombreuses ailes et innovations aérodynamiques. À l'éclatement de la guerre, trois appareils restèrent civils et effectuèrent des vols de communications entre diverses compagnies mais, comme de nombreux avions civils, dix exemplaires furent réquisitionnés et servirent au sein de la Royal Air Force, la Royal Navy, la Royal Australian Air Force et la force aérienne suédoise. Six exemplaires survécurent à la guerre.

## Versions
- M.3 : Version prototype à trois places, équipée d'un moteur à quatre cylindres De Havilland Gipsy Major (en) de 130 ch (97 kW). Un exemplaire produit ;
- M.3A Falcon Major : Version de production à quatre places, équipée d'un De Havilland Gipsy Major de 130 ch. 18 exemplaires produits ;
- M.3B Falcon Six : Version à trois places, équipée d'un moteur à six cylindres De Havilland Gipsy Six (en) de 200 ch (150 kW). Onze exemplaires produits, incluant un Falcon Six désigné M.3 mais excluant deux M.3B plus tard convertis en M.3E et M.3F ;
- M.3C Falcon Six : Version à quatre places, équipée d'un moteur De Havilland Gipsy Six de 200 ch. Un exemplaire produit ;
- M.3D : Version renforcée équipée d'un De Havilland Gipsy Six de 200 ch. Trois exemplaires produits, dont un issu d'une conversion d'un M.3B ;
- M.3E : Version équipée d'un De Havilland Gipsy Six de 200 ch. Un exemplaire produit mais non certifié ;
- M.3F : Désignation attribuée à exemplaire (R4071) modifié pour des essais d'aile, de volets et de spoilers rétractables avec le RAE[3]. Cet exemplaire fut également utilisé pour la mise au point aérodynamique du prototype d'avion supersonique Miles M.52[4].

## Utilisateurs
Ces avions ont connu des vies assez compliquées dans le domaine civil,. Ils ont également connu une carrière en tant qu'avions militaires :
- Australie :
  - Royal Australian Air Force (RAAF) : Trois exemplaires.
- Afrique du Sud :
  - South African Air Force.
- Suède :
  - Armée de l'air suédoise : Un exemplaire.
- Royaume-Uni :
  - Royal Aircraft Establishment : Trois exemplaires ;
  - Royal Air Force : Cinq exemplaires ;
  - Royal Navy : Un exemplaire.
- Deuxième République espagnole :
  - Forces aériennes de la République espagnole.

## Exemplaires préservés
- En Grande-Bretagne, l'exemplaire immatriculé G-AEEG, un M.3A appartenant à un propriétaire privé basé à la Shuttleworth Collection (en), à Old Warden, était exposé au sein de la collection et volait régulièrement. Il a passé la majeure partie de sa vie en Suède, sous l'immatriculation SE-AFW[5] ;
- En Australie, le M.3A immatriculé VH-AAT est toujours en état de vol et appartient à un propriétaire privé basé à Lilydale, dans l'État du Victoria[6],[7],[8] ;
- En Espagne, un M.3C immatriculé EC-ACB est également en condition de vol. Cet exemplaire a participé à la Guerre civile espagnole[9].

## Spécifications techniques (M.3A)
Données de British Civil Aircraft 1919–1972, vol. III.
Caractéristiques générales
- Équipage : 1 pilote
- Capacité : 3 passagers
- Longueur : 7,62 m
- Envergure : 10,67 m
- Hauteur : 1,98 m
- Surface alaire : 16,19 m2
- Masse à vide : 590 kg
- Masse typique : 1 000 kg
- Moteur : 1   moteur à 4 cylindres en ligne inversés refroidis par air de Havilland Gipsy Major (en) de 130 ch (97 kW)
- Hélices : bipale en bois

 Performances 
- Vitesse maximale : 235 km/h
- Vitesse de croisière : 200 km/h
- Distance franchissable : 990 km
- Plafond : 4 572 m
- Vitesse ascensionnelle : 228,6 m/min
- Charge alaire : 36,44 kg/m2
- Rapport poids-puissance : 4,54 kg/ch